# Emmanuelle Somer
Pour les articles homonymes, voir Somer.
Emmanuelle Somer est une hautboïste, multi-instrumentiste et compositrice de jazz, l'une des rares musiciennes à s'exprimer sur le hautbois en jazz.

## Biographie
Emmanuelle Somer est née le 5 janvier 1972 à Bruxelles (Belgique) d'un père néerlandais et d'une mère française. Elle fréquente l'école européenne de Uccle où elle obtient son baccalauréat en 1989.
Elle étudie le hautbois avec Paul Dombrecht, obtient le diplôme classique en 1993 du Koninklijk Conservatorium Brussel et de jazz en 1996 du Berklee College of Music de Boston, y recevant une bourse complète et en graduant Magna cum laude.
Emmanuelle vit ensuite à New York, Paris, Tokyo, Petrozavodsk et enregistre et tourne dans le monde entier aux côtés de musiciens prestigieux. Elle s'installe près de Chambord où elle organise des masterclasses d'improvisation pour adultes et adolescents.

## Discographie

### En tant que leader ou coleader
- 1997: The Apple Tree (Lyrichord)
- 1999: Odyssey
- 2000: Search for Peace
- 2006: Ambivalences

### En tant que sidewoman
Avec Marcin & Bartlomiej Oles
- 2005: Chamber Quintet (Fennomedia)

Avec Eyvind Kang
- 1997: Theatre of Mineral Nades (Tzadik)

Avec Zahava Seewald
- 2004: Scorched Lips (Tzadik)

Avec Kris Defoort
- 2000: Passages (De Werf)

Avec Yasutaka Yoshioka
- 2003: Journey of my Heart (Tobasis)

Avec Robert Falk
- 2008: Xelu Sowu (A3)

Avec Patricia Kaas
- 2009: Kabaret Live (Universal)